# Lekkoatletyka na Letnich Igrzyskach Olimpijskich 1964 – dziesięciobój mężczyzn
Dziesięciobój mężczyzn podczas XVIII Letnich Igrzysk Olimpijskich w Tokio rozegrano 19 i 20 października 1964 na Stadionie Olimpijskim w Tokio. Zwycięzcą został Willi Holdorf ze wspólnej reprezentacji Niemiec.

## Rekordy

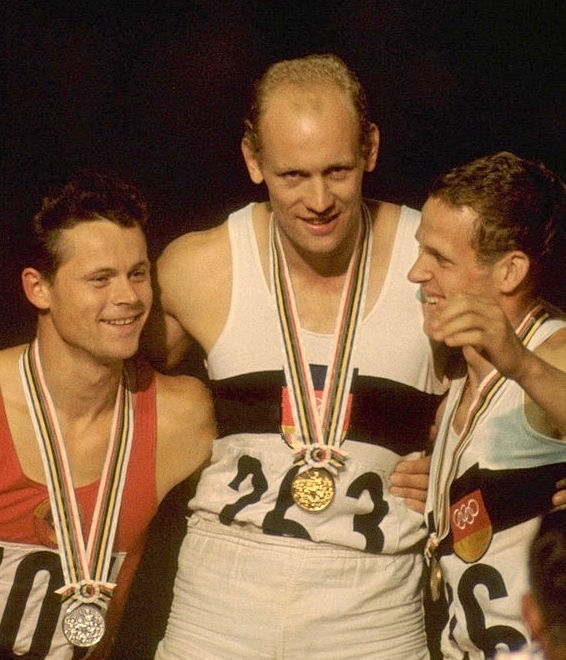
Rein Aun, Willi Holdorf i Hans-Joachim Walde

|                   | zawodnik         | narodowość        | wynik              | data                | miejsce |
| ----------------- | ---------------- | ----------------- | ------------------ | ------------------- | ------- |
| Rekord świata     | Yang Chuan-kwang | Republika Chińska | 9206 (8089) (8010) | 28–29 kwietnia 1963 | Walnut  |
| Rekord olimpijski | Rafer Johnson    | Stany Zjednoczone | 8392 (7901)        | 5–6 września 1960   | Rzym    |

## Wyniki
| Poz. - pozycja |
| – rekord świata \| – rekord krajowy \| – rekord życiowy \| = – wyrównany rekord życiowy \| · – najlepszy wynik w sezonie \| = – wyrównany najlepszy wynik w sezonie \| – rekord olimpijski |
| DNF – nie ukończył \| DNS – nie wystartował \| DSQ – zdyskwalifikowany \| NM – Brak zaliczonej wysokości                                                                                   |

| Poz. | Zawodnik            | Punkty        | 100    | W dal  | Kula    | Wzwyż  | 400    | 110 ppł | Dysk    | Tyczka | Oszczep | 1500   |
| ---- | ------------------- | ------------- | ------ | ------ | ------- | ------ | ------ | ------- | ------- | ------ | ------- | ------ |
| 1    | Willi Holdorf       | 7887 (7726)   | 10,7 s | 7,00 m | 14,95 m | 1,84 m | 48,2 s | 15,0 s  | 46,05 m | 4,20 m | 57,37 m | 4:34,3 |
| 2    | Rein Aun            | 7842 (7677)   | 10,9 s | 7,22 m | 13,82 m | 1,93 m | 48,8 s | 15,9 s  | 44,19 m | 4,20 m | 59,06 m | 4:22,3 |
| 3    | Hans-Joachim Walde  | 7809 (7666)   | 11,0 s | 7,21 m | 14,45 m | 1,96 m | 49,5 s | 15,3 s  | 43,15 m | 4,10 m | 62,90 m | 4:37,0 |
| 4    | Paul Herman         | 7787 (7651)   | 11,2 s | 6,97 m | 13,89 m | 1,87 m | 49,2 s | 15,2 s  | 47,44 m | 4,35 m | 63,35 m | 4:25,4 |
| 5    | Yang Chuan-kwang    | 7650 (7539)   | 11,0 s | 6,80 m | 13,23 m | 1,81 m | 49,0 s | 15,1 s  | 39,59 m | 4,60 m | 68,15 m | 4:48,4 |
| 6    | Horst Beyer         | 7647 (7488)   | 11,2 s | 7,02 m | 14,32 m | 1,90 m | 49,8 s | 15,1 s  | 45,17 m | 3,80 m | 58,17 m | 4:23,6 |
| 7    | Wasilij Kuzniecow   | 7569 (7454)   | 10,9 s | 6,98 m | 14,06 m | 1,70 m | 49,5 s | 14,9 s  | 43,81 m | 4,40 m | 67,87 m | 5:02,5 |
| 8    | Mychajło Storożenko | 7464 (7307)   | 11,0 s | 7,22 m | 16,37 m | 1,84 m | 53,6 s | 15,0 s  | 43,20 m | 4,00 m | 59,10 m | 5:00,7 |
| 9    | Russ Hodge          | 7325 (7130)   | 11,0 s | 6,75 m | 14,93 m | 1,75 m | 49,6 s | 16,0 s  | 44,64 m | 3,70 m | 50,21 m | 4:24,9 |
| 10.  | Dick Emberger       | 7292 (7126)   | 11,2 s | 6,72 m | 11,80 m | 1,90 m | 49,1 s | 14,9 s  | 35,32 m | 3,70 m | 57,54 m | 4:19,3 |
| 11.  | Bill Gairdner       | 7147 · (6989) | 11,2 s | 6,40 m | 13,38 m | 1,70 m | 49,2 s | 15,4 s  | 42,91 m | 3,40 m | 59,72 m | 4:24,5 |
| 12.  | Valbjörn Þorláksson | 7135 (6958)   | 11,1 s | 6,43 m | 13,10 m | 1,81 m | 50,1 s | 15,6 s  | 39,70 m | 4,40 m | 56,19 m | 5:00,6 |
| 13.  | Franco Sar          | 7054 (6888)   | 11,3 s | 6,31 m | 13,60 m | 1,75 m | 52,2 s | 14,8 s  | 47,46 m | 4,20 m | 53,59 m | 5:08,4 |
| 14.  | Alois Büchel        | 6849 (6629)   | 11,3 s | 6,81 m | 12,16 m | 1,81 m | 49,7 s | 17,5 s  | 37,19 m | 4,00 m | 44,90 m | 4:28,6 |
| 15.  | Shosuke Suzuki      | 6838 (6654)   | 11,1 s | 6,53 m | 11,35 m | 1,70 m | 50,8 s | 16,5 s  | 35,24 m | 4,25 m | 51,88 m | 4:28,1 |
| 16.  | Gerry Moro          | 6716 (6540)   | 11,6 s | 6,20 m | 12,62 m | 1,70 m | 52,0 s | 16,8 s  | 40,90 m | 4,60 m | 46,63 m | 4:38,8 |
| 17.  | Koech Kiprop        | 6707 (6556)   | 11,7 s | 6,50 m | 10,55 m | 1,87 m | 52,8 s | 15,1 s  | 33,07 m | 4,05 m | 55,54 m | 4:41,6 |
| 18.  | Dramane Sereme      | 6917 (5804)   | 11,1 s | 6,51 m | 11,03 m | 1,60 m | 51,2 s | 16,4 s  | 29,24 m | 2,60 m | 48,46 m | 4:51,5 |
| –    | Werner Duttweiler   | DNF           | 11,3 s | 6,94 m | 13,80 m | 1,93 m | 50,5 s | 15,9 s  | 32,66 m | NM     | –       | –      |
| –    | Héctor Thomas       | DNF           | 10,7 s | 7,00 m | 12,42 m | 1,75 m | 51,4 s | 16,7 s  | 38,43 m | –      | –       | –      |
| –    | Eef Kamerbeek       | DNF           | 11,3 s | 6,56 m | 14,40 m | 1,70 m | 52,0 s | –       | –       | –      | –       | –      |
| –    | Wu Ah-min           | DNF           | 11,7 s | 5,90 m | 10,67 m | –      | –      | –       | –       | –      | –       | –      |